# Bacares
Bacares é um município da Espanha na província de Almería, comunidade autónoma da Andaluzia, de área 95 km² com população de 280 habitantes (2009) e densidade populacional de 2,95 hab./km².

## Demografia
| Variação demográfica do município entre 1991 e 2008 | Variação demográfica do município entre 1991 e 2008 | Variação demográfica do município entre 1991 e 2008 | Variação demográfica do município entre 1991 e 2008 | Variação demográfica do município entre 1991 e 2008 |
| --------------------------------------------------- | --------------------------------------------------- | --------------------------------------------------- | --------------------------------------------------- | --------------------------------------------------- |
| 1991                                                | 1996                                                | 2001                                                | 2004                                                | 2008                                                |
| 313                                                 | 287                                                 | 295                                                 | 296                                                 | 283                                                 |